# Talleres Hereter

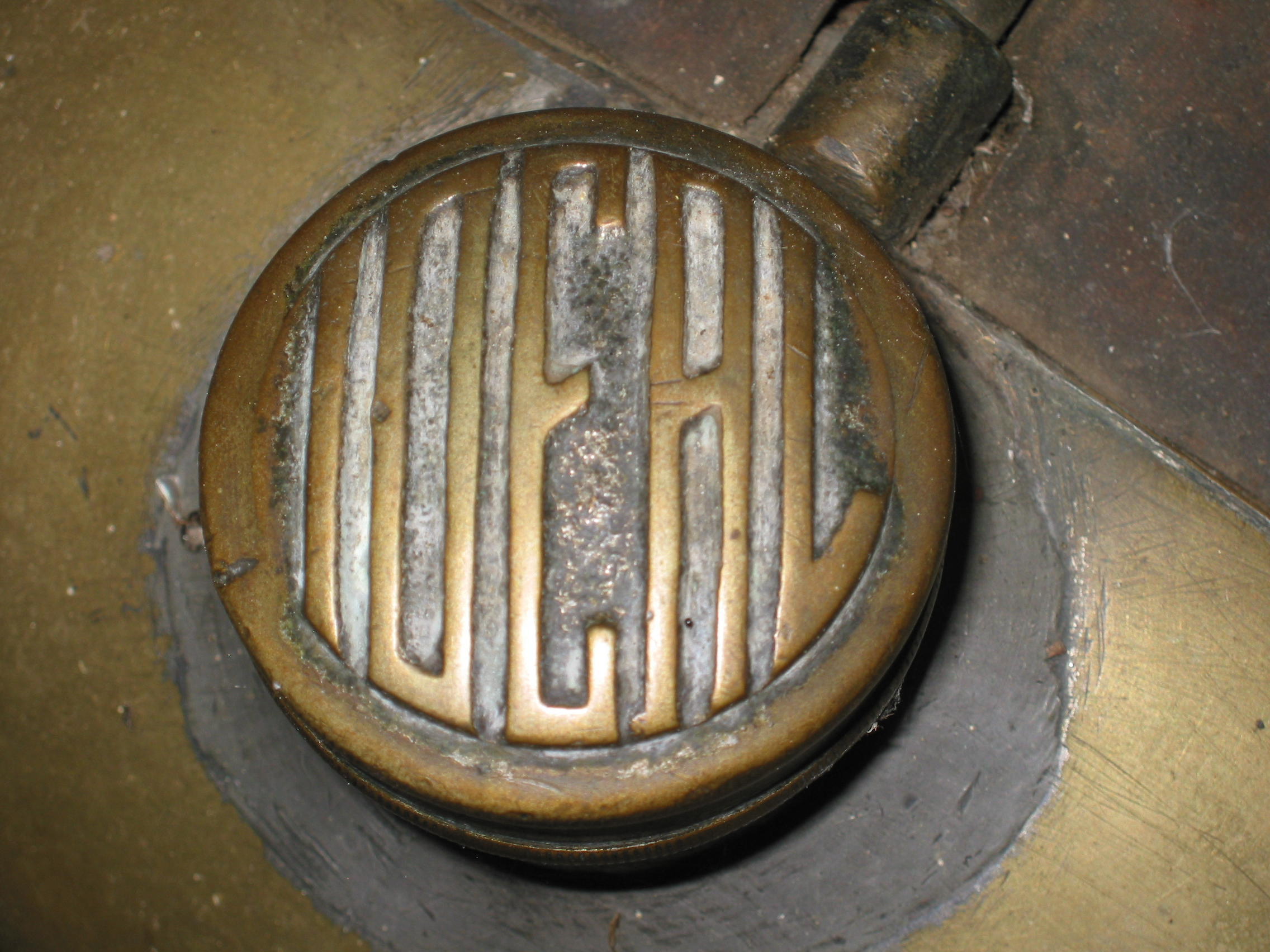
Emblem von Ideal

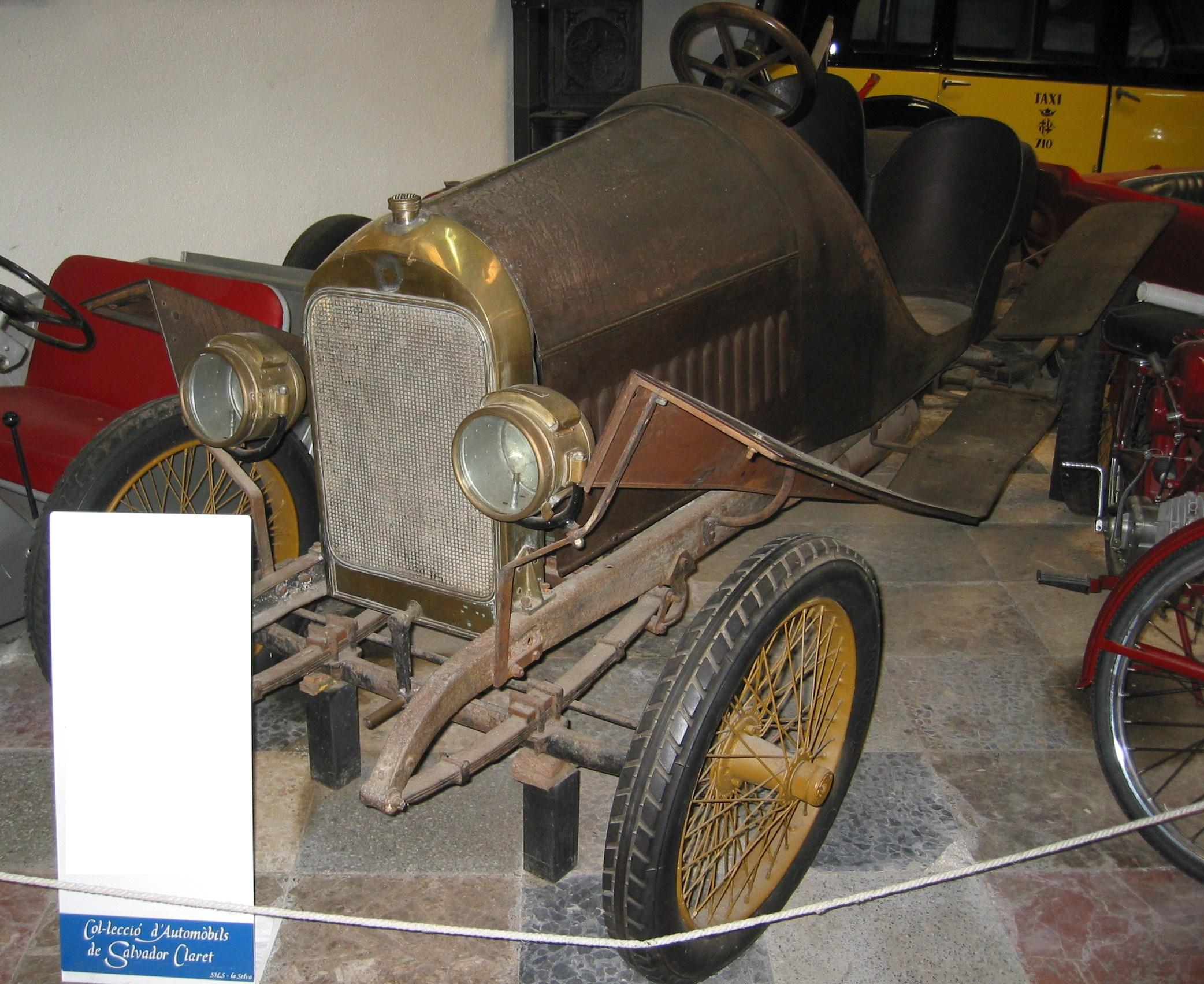
Ideal von 1917

Talleres Hereter war ein spanischer Hersteller von Automobilen.

## Unternehmensgeschichte
Das Unternehmen Talleres Hereter S.A. unter Leitung von Don Laureano Hereter produzierte ab 1905 in Barcelona Ersatzteile und Zubehör für Autos. 1915 begann die eigene Fahrzeugproduktion. 1916 kam es unter Leitung von Jorge Loring zur Umfirmierung in Fábrica Española de Automóviles y Aeroplanos Talleres Hereter S.A. 1922 endete die Produktion nach etwa 100 bis 120 hergestellten Fahrzeugen. Die Markennamen lauteten sowohl Ideal als auch TH.

## Fahrzeuge
Das erste Modell 6/8 HP Modelo D wurde von den Brüdern Claudio und Carlos Baradat konstruiert. Das Fahrzeug erschien 1915, war mit einem Vierzylindermotor mit 1200 cm³ Hubraum ausgestattet. 1918 kam das größere Vierzylindermodell 15 HP mit 2121 Hubraum dazu, entwickelt vom Techniker Sebastián Nadal. Beide Modelle wurden auch bei Sportwagenrennen eingesetzt.
Ein Fahrzeug dieses Herstellers ist im Automuseum Collecció d’Automòbils de Salvador Claret in Sils zu besichtigen.